# 新田佳浩
新田佳浩（日语：／ Nitta Yoshihiro，1980年6月8日—），日本男子冬季两项、越野滑雪运动员。他曾代表日本参加1998年、2002年、2006年、2010年、2014年、2018年和2022年冬季残疾人奥林匹克运动会，获得三枚金牌、一枚银牌和一枚铜牌。